# MKB Fakel
MKB "Fakel" (tiếng Nga: МКБ "Факел", "Ngọn đuốc") hay còn gọi là Cục thiết kế chế tạo máy mang tên P.D.Grushin là một viện thiết kế nhà nước trong lĩnh vực phòng không-không gian. Trụ sở của viện đặt tại Khimki.

## Lịch sử
MKB Fakel được thành lập vào năm 1953 để phát triển tên lửa đất đối không có điều khiển nhằm đối phó với mối đe dọa ngày càng tăng từ cuộc tấn công đường không của Mỹ đối với Liên Xô và đồng minh. MKB "Fakel" đã phát triển các tên lửa được sử dụng trong các hệ thống phòng không của Liên Xô như S-75, 9K33 Osa, S-125, S-200, S-300 và nhiều hệ thống khác.
Tháng 7/1958 viện được tặng thưởng Huân chương Lenin vì đã phát triển thành công tên lửa dẫn đường cho hệ thống phòng không S-75.
Các loại tên lửa do MKB "Fakel" phát triển là tên lửa phòng không có điều khiển đầu tiên trên thế giới được sử dụng thành công trong hoạt động quân sự. Ngày 1/5/1960, máy bay do thám tầm cao U-2 của Mỹ bị tên lửa 11D (S-75) của Fakel bắn hạ gần Sverdlovsk khi đang bay trên lãnh thổ Liên Xô. Tổng thể, các tên lửa phòng không do MKB "Fakel" thiết kế đã được đưa vào trang bị của hơn 30 quốc gia trên thế giới bao gồm Cuba, Trung Quốc, Việt Nam và đã phá hủy 2.500 máy bay của kẻ thù.
Tháng 4/1981 Viện được trao tặng Huân chương Cách mạng tháng 10 vì đã phát triển tên lửa cho hệ thống tên lửa S-300.
Năm 2002, Viện trở thành một viện thành viên của Almaz-Antey.

## Các sản phẩm
- Tên lửa V-750 (cho hệ thống SA-2 / S-75),
- Tên lửa 5V24 (V-600), 5V27 (V-601) (cho tổ hợp phòng không SA-3/S-125 systems),
- Tên lửa 5V21, 5V28, 5V28V (cho tổ hợp SA-5/S-200),
- Tên lửa 5V55K, 5V55R, 5V55R / 5V55KD, 5V55U, 48N6, 48N6E2 (cho tổ hợp S-300P),
- 40N6 (cho tổ hợp phòng không SA-21/S-400),
- Tên lửa dòng 9M96 (cho tổ hợp SA-21/S-400 và S-350),
- Tên lửa 9M33, 9M33M1, 9M33M2, 9M33M3, 9A33BM3 (cho tổ hợp SA-8 / 9K33 Osa),
- Tên lửa 9M330, 9M331, 9M332, 9M338 (cho tổ hợp SA-15/9K330 Tor),
- Tên lửa đánh chặn tên lửa đạn đạo 51T6 (SH-11) Gorgon (cho hệ thống phòng thủ chống tên lửa A-135).[4]